# Condylanthus aucklandicus
Condylanthus aucklandicus is een zeeanemonensoort uit de familie Condylanthidae.
Condylanthus aucklandicus is voor het eerst wetenschappelijk beschreven door Carlgren in 1924.